# Campeonato Turco de Voleibol Masculino
O Campeonato Turco de Voleibol Masculino é a principal competição de clubes de voleibol masculino da Turquia. É também conhecido como Voleybol Efeler Ligi Takımları por razões comerciais. Trata-se de uma das principais ligas nacionais da Europa e do mundo.
O torneio é organizado pela Federação Turca de Voleibol e classifica seu campeão à Liga dos Campeões da Europa.